# 이정재 (1946년)
이정재(李晶載, 1946년 10월 19일 ~  )는 대한민국의 관료이다. 본관은 광주이며, 경상북도 영주 출신이다.

## 생애
경북고등학교와 서울대학교 경제학과를 졸업했다.
행정고시 8회에 합격하여 공직에 입문하였고, 대한민국 재무부 금융정책과장, 이재국장, 재무정책국장, 공정거래위원회 상임위원, 예금보험공사 전무이사, 금융감독원 부원장 등을 거쳐 재정경제부 차관과 금융감독원장을 지냈다. 
공직에서 물러난 후에는 법무법인 율촌 상임고문과 NH투자증권 사외이사를 맡고 있다.

## 학력
- 경북고등학교 졸업
- 서울대학교 경제학 학사